# 234 î.Hr.

## Nașteri
- Cato cel Bătrân, om de stat, scriitor și istoric roman (d. 149 î.Hr.)

## Decese
- dată necunoscută: Farnavaz I de Iberia  (n. 326 î.Hr.)